# Qatar ExxonMobil Open 2004
Il Qatar ExxonMobil Open 2004  è stato un torneo dell'ATP svoltosi a Doha in Qatar.
Il torneo è durato dal 5 gennaio al 12 gennaio.

## Vincitori

### Singolare maschile
Nicolas Escudé ha battuto in finale  Ivan Ljubičić con il punteggio di 6–3, 7–6(4).

### Doppio maschile
Martin Damm /  Cyril Suk hanno battuto in finale  Stefan Koubek /  Andy Roddick con il punteggio di 6–2, 6–4.